# Matinera cellanegra
La matinera cellanegra (Malacocincla perspicillata) és una espècie d'ocell de la família dels pel·lornèids (Pellorneidae) poc conegut. Habita els boscos del sud de l'illa de Borneo, Indonèsia. Fins ara només es coneixia a partir d'un espècimen recol·lectat al segle xix i era considerat «el major enigma de l'ornitologia a indonèsia». L'octubre de 2020, un nou espècimen va ser albirat i fotografiat a la província de Kalimantan Meridional, 180 anys després de l’última observació confirmada.
Des del 2008, el seu estat de conservació està catalogat a la Llista Vermella d'espècies amenaçades de la Unió Internacional per a la Conservació de la Natura (UICN) com en Dades Insuficients En l'última revisió, el 2016, es va mantenir aquesta categoria. L'espècie està amenaçada per la pèrdua d'hàbitat produïda per l'agricultura i la tala, fins i tot dins d'àrees protegides, el creixement de les plantacions de cautxú i oli de palma, bé com els incendis de sequera. Es considera que hi ha risc de pèrdua gairebé completa del bosc de terra baixa de secà a l'illa en els propers anys.